# Andrea Kalavská
Andrea Kalvaská, née le 28 novembre 1977, est une femme politique slovaque, ministre de la Santé de 2018 à 2019.

## Carrière
Diplômée en médecine de l'Université Comenius de Bratislava puis un doctorat en santé publique à l'université de Trnava. Elle travaille dans l'humanitaire à l'étranger avant de devenir secrétaire d' État du ministère de la Santé.
Le 22 mars 2018, elle est nommée Ministre de la Santé dans le gouvernement Pellegrini nouvellement créé.